# بتاو
بتاو (به آلمانی: Bethau) یک منطقهٔ مسکونی در آلمان است که در آنابورگ واقع شده‌است. بتاو ۱۸۳ نفر جمعیت دارد.